# 上村知世
上村 知世（かみむら ともせ、1984年2月7日 - ）は新潟県出身のラジオパーソナリティー。生まれも育ちも新潟県である。主にエフエムラジオ新潟の番組に出演している。

## 人物
- 新潟県南魚沼市出身
- パーソナリティーであるが、よく噛んでしまう。しかしそれを改善する意思はない。

（1時間で何回噛むか？というクイズ（トモカルチョ）がSOUND SPLASH内のコーナーで作られた）
- 新潟大学人文学部出身で、在学中は特徴的な虎が描かれた服を着ていたことから「人文の虎」と呼ばれていた。

## 出演番組
- FM HEAD LINE
- Gottcha!! （2017年7月17日 - ）
- SOUND SPLASH （2008年4月 - 2013年3月）
- Crystal Snow Jamming
- Crystal Jamming
- サタナビ
- ハピネス presents 新潟の若者達の番組～ニイワカバン～ （2017年9月 - 2018年3月）
- Life is Wonderland